# Fernando (football, 1965)
Pour les articles homonymes, voir Fernando et Colomer.
Fernando Gómez Colomer, connu sous le nom de Fernando, est un footballeur international espagnol né le 11 septembre 1965 à Valence. 
Il évolue au poste de milieu de terrain et fait presque toute sa carrière au Valence CF. Il fut capitaine de l'équipe durant plusieurs saisons et il est le joueur ayant disputé le plus de matchs officiels de toute l'histoire du club valencian.

## Distinction personnelle
- Prix Don Balón de Meilleur joueur espagnol : 1989